# Додхудоева, Бозгуль Додхудоевна
Додхудоева Бозгуль Додхудоевна (тадж. Додхудоева Бозгул, род. 10 апреля 1939 года, Шугнанский район, ГБАО, Таджикская ССР, СССР) — педагог, таджикский политический деятель, министр образования Таджикистана (1992—1994), заместитель премьер-министра Таджикистана (1994—1999).

## Биография
Додхудоева Бозгуль Додхудоевна родилась 10 апреля 1939 года в кишлаке Поршинев Шугнанского района ГБАО. В 1955 году окончила 7 классов средней школы имени «Социализм» (ныне имени Шириншо Шотемор). В 1959 году c отличием окончила педагогическое училище в городе Куляб. В этом же году поступила в педагогический университет города Куляб на факультет «История и филология». В 1960 году перевелась в Педагогический университет имени Т. Г. Шевченко (ныне Таджикский государственный педагогический университет имени С. Айни. В 1964 году окончила данный университет. С 1964 года начала работать учителем таджикского языка и истории в школе № 38 города Душанбе.В 1968 году вступила в КПСС. С 1969 по 1973 год была директором данной школы. С июля 1973 года по май 1974 работала заведующим районным отделом народного образования исполнительного комитета Центрального района Душанбе. С 1974 по 1975 год-заместитель председателя исполнительного комитета Центрального района Душанбе. С 1975 по 1976 год-заведующий отделом образования душанбинского горисполкома. С 1976 по 1980 год-заместитель министра образования ТССР. С1978 по 1980 год заочно обучалась в Ташкентской Высшей партийной школе. С 1980 по 1988 год- первый заместитель министра образования ТССР. С 1988 по 1992 год-начальник управления образованием исполнительного комитета Душанбе.
В декабре 1992 года на XVI сессии Верховного Совета Республики Таджикистан была назначена министром образования Таджикистана. В апреле 1994 года назначена заместителем председателя Совета министров РТ.Также с декабря 1994 года по 1999 год была заместителем премьер-министра Таджикистана. С 1998 года по 2000 была членом Комиссии по национальному примирению. Также с 1993 года по 2000 была председателем Союза женщин Таджикистана. После ухода на пенсию в 1999 году, до 2016 года проработала директором учебного центра «Сарвар».

## Семья
Шамбиев Александр-муж, дети-Шамбиев Алиназар и Шамбиев Алишер.

## Награды
- Орден «Шараф» (СССР)
- Медаль «В ознаменование 100-летия со дня рождения Владимира Ильича Ленина»
- Медаль «Борцу за мир»
- Орден «Шараф» (РТ)
- Медаль в честь «20-ти летия Независимости РТ»
- Заслуженный работник Таджикистана
- Отличник просвещения (СССР)
- Отличник просвещения (РТ)
- Медаль в честь «30-ти летия Независимости РТ» (31.08.2021)

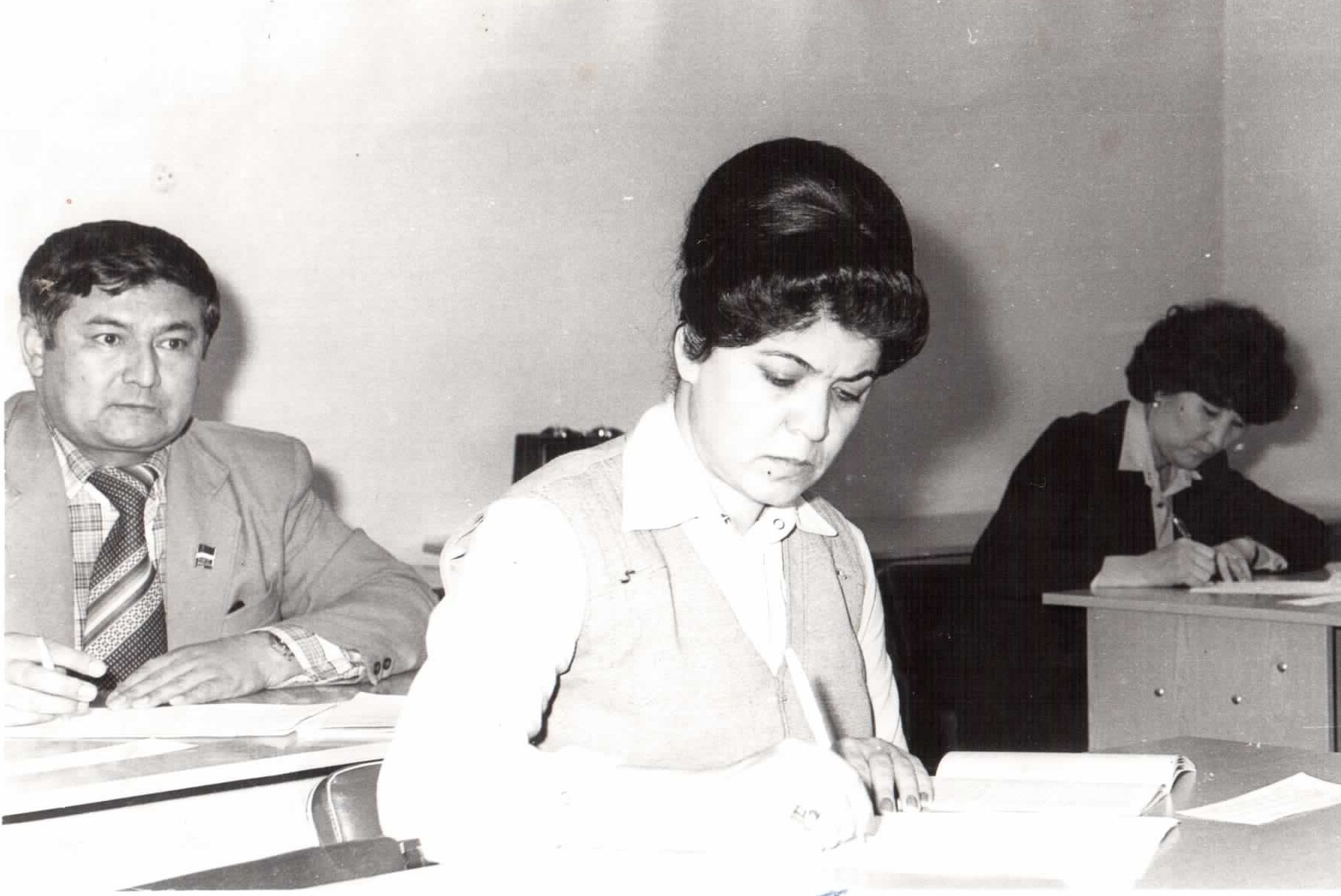

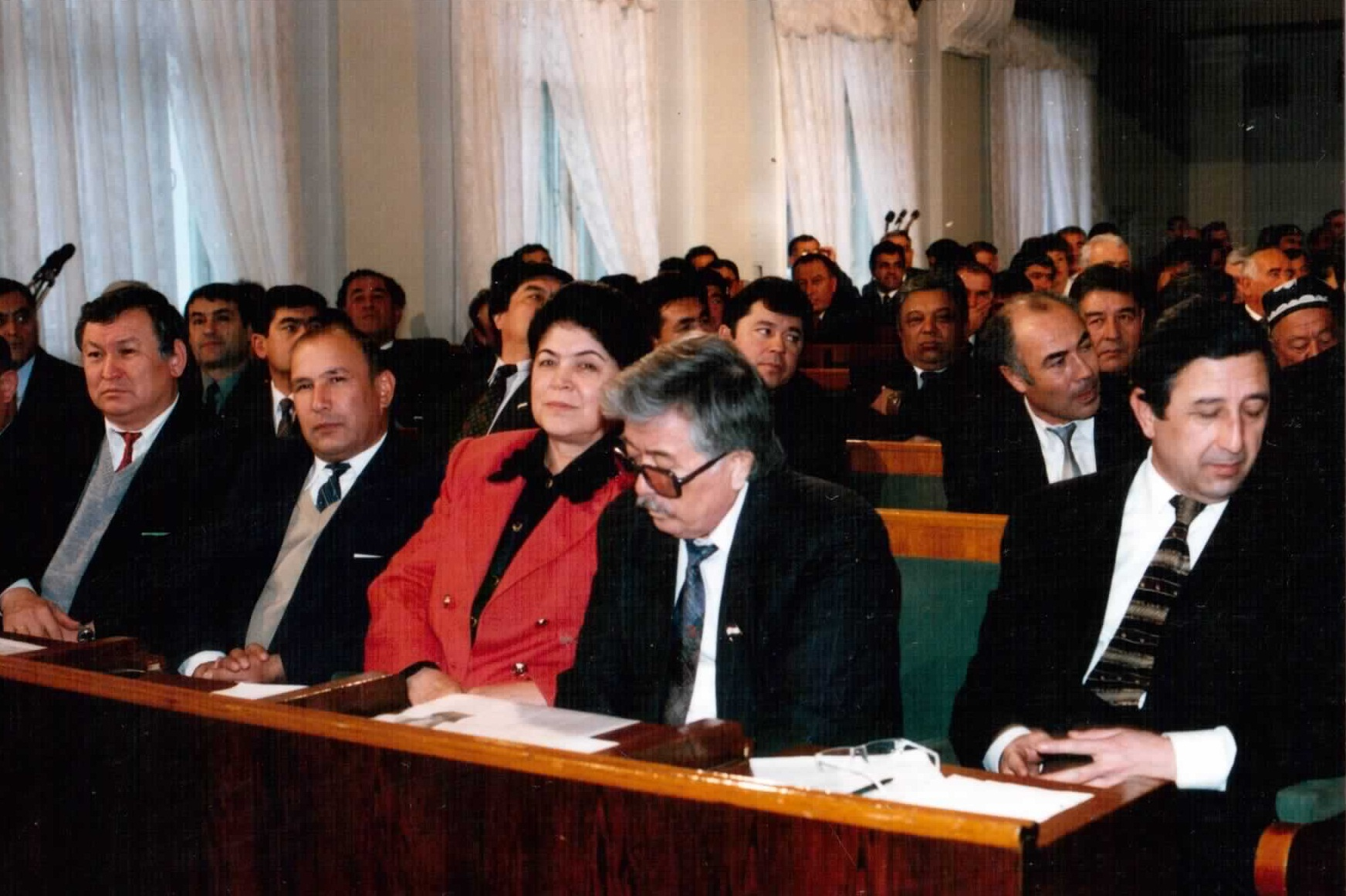

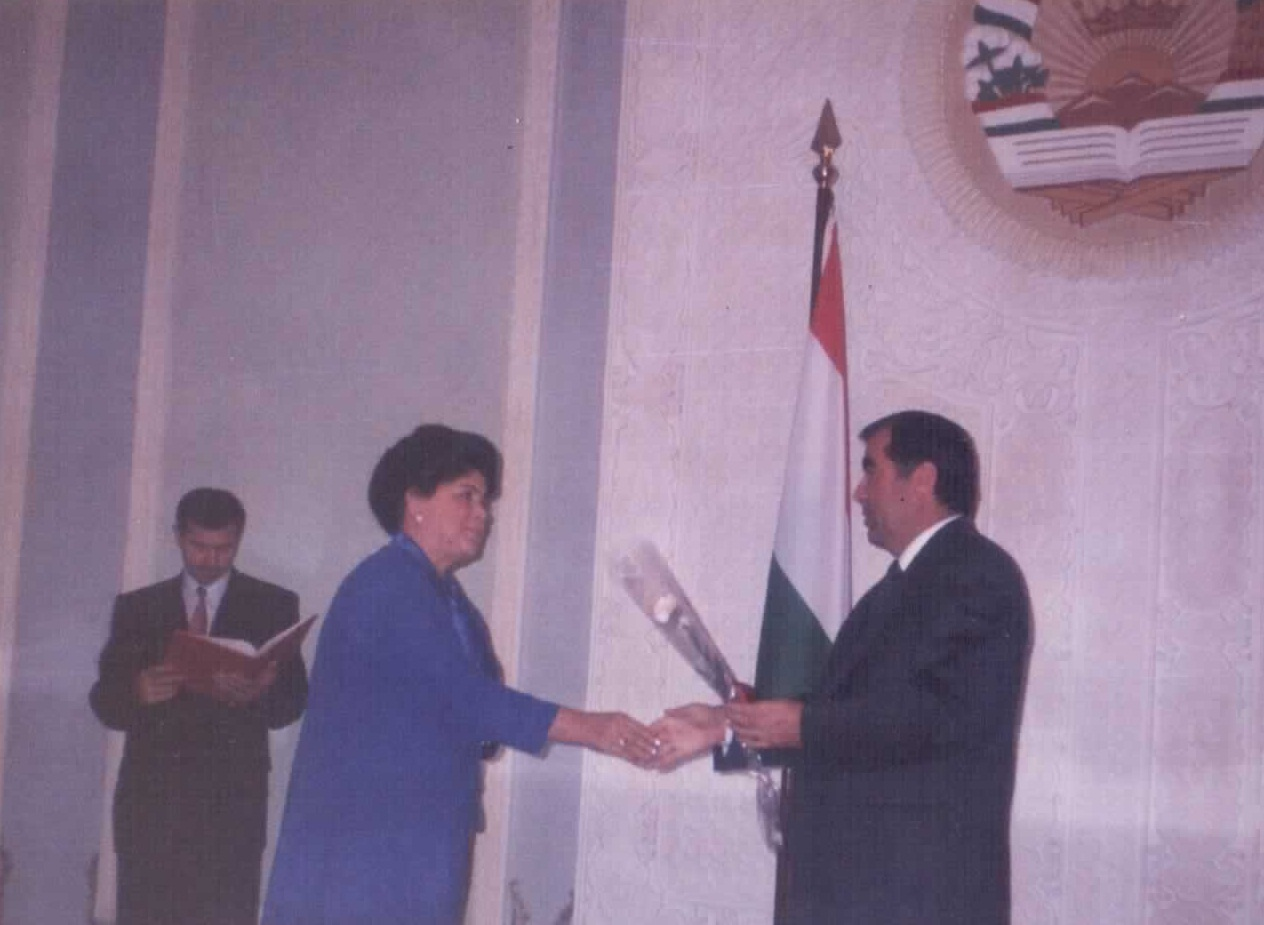

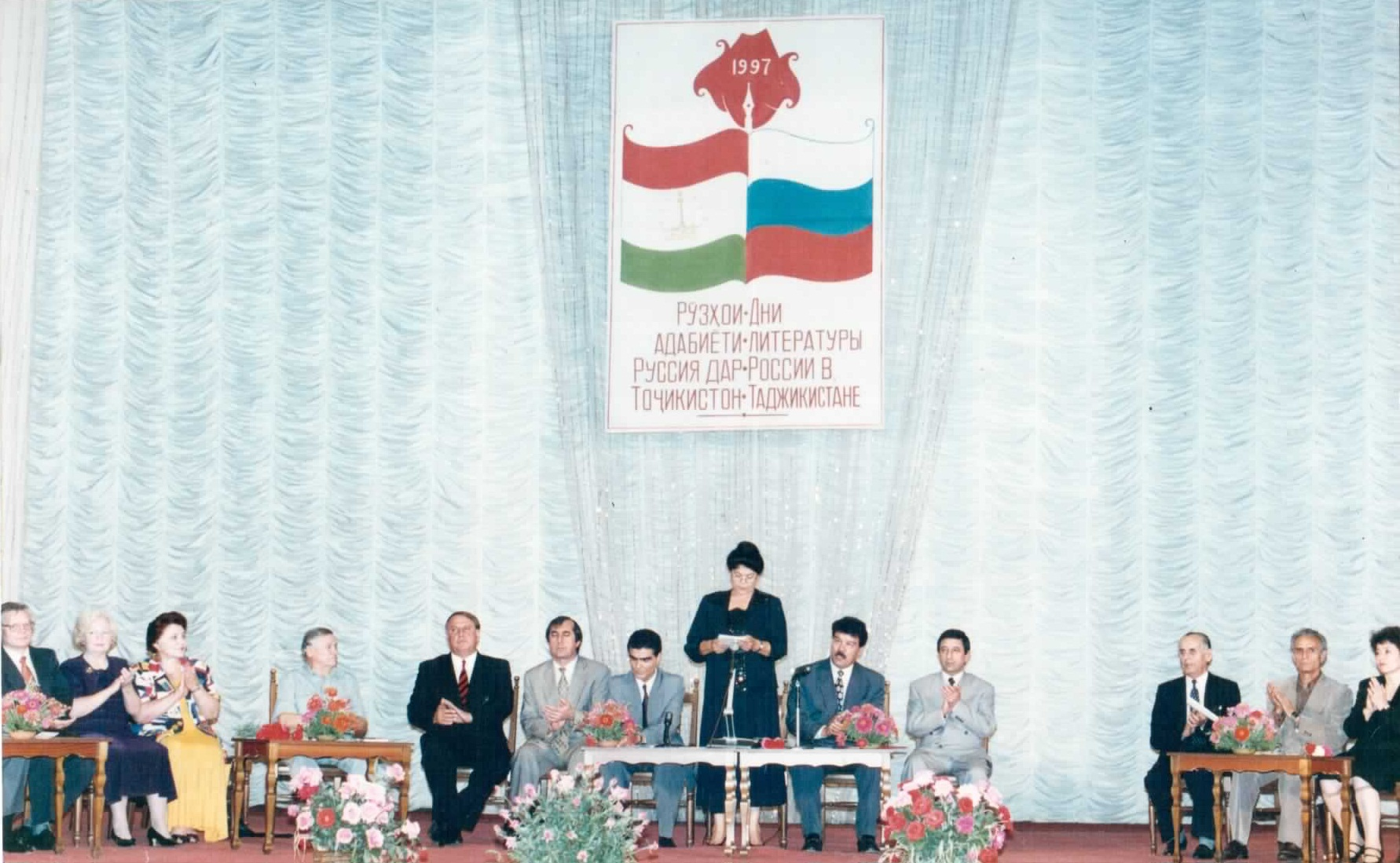

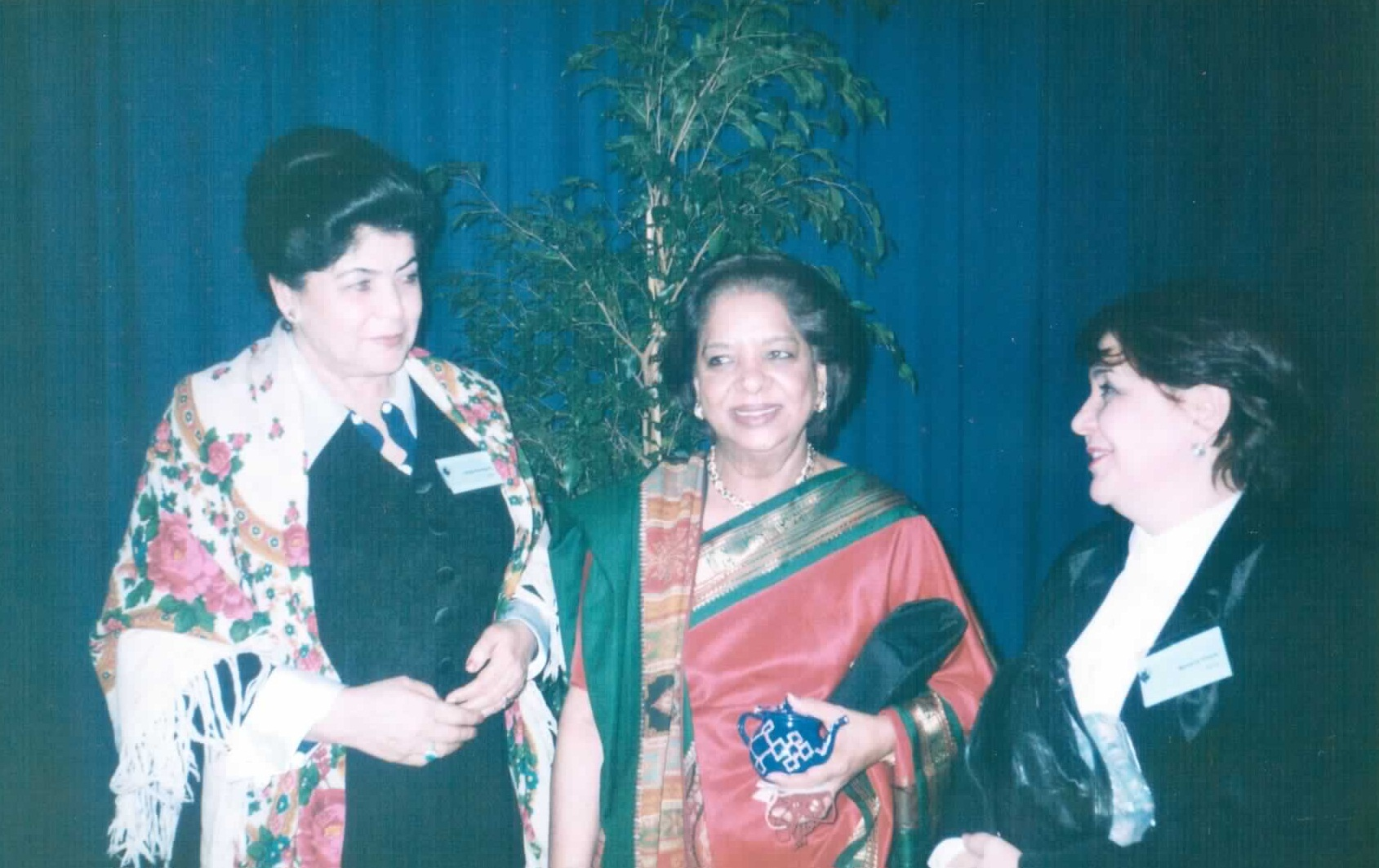